# Lista (jornalismo)
No jornalismo e nos blogs, uma lista é um artigo estruturado como uma lista, que geralmente é complementada com texto adicional relacionado a cada item. Uma lista típica apresentará proeminentemente um número cardinal em seu título, com subtítulos subsequentes dentro do próprio texto refletindo esse esquema . A palavra é um portmanteau derivado de lista e artigo . Também foi sugerido que a palavra evoca " picolé ", enfatizando a natureza divertida, mas "não muito nutritiva" do listículo.
Uma lista classificada (como "Os 100 melhores álbuns dos últimos 20 anos" ' Rolling Stone ) implica um julgamento qualitativo, transmitido pela ordem dos tópicos dentro do texto. Eles geralmente são apresentados em ordem de contagem regressiva e o item "Número Um" é o último da sequência. Outras listas não conferem nenhuma classificação aberta, em vez disso apresentam os tópicos em uma ordem ad hoc, associativa ou temática.  i

## meios de comunicação
Embora a reportagem convencional e a redação frequentemente exijam a elaboração cuidadosa do fluxo narrativo, a natureza do bloco de construção do listicle se presta a uma produção mais rápida. Também pode ser um meio de "reciclar" informações, já que muitas vezes é o contexto, e não o conteúdo, que é original. Por exemplo, pode-se construir uma lista adicionando legendas a clipes do YouTube . Por esses motivos, o formulário foi criticado como uma "espécie de criação de conteúdo barata".
O blogueiro e tecnólogo Anil Dash menosprezou a proliferação de listas, particularmente dentro da blogosfera, caracterizando-os em 2006 como os "equivalentes geeks das capas do Cosmo".
No entanto, o formulário continua sendo um dos pilares das bancas e da web . As capas de revistas como Cosmopolitan e Men's Journal ostentam regularmente pelo menos uma, senão várias listas. Alguns sites, como o BuzzFeed, geram centenas de listas diariamente.

## História
Alex Johnson, escrevendo para o The Independent, sugeriu que um discurso de 1886 de Sir John Lubbock, que deu uma lista de cerca de 100 livros "que, no geral, talvez valesse a pena ler" era uma forma inicial de lista, e que Lubbock deveria ser considerado o 'padrinho' do formato.
Steven Poole sugeriu que as listas têm precursores literários como " A Linguagem Analítica de John Wilkins " de Jorge Luis Borges . Ele também o compara a versões mais sofisticadas, como The Infinity of Lists, de Umberto Eco, um livro composto inteiramente de listas.
Em 2009, postagens no formato " 25 coisas aleatórias sobre mim " se tornaram um meme da Internet, começando no Facebook, mas se espalhando para a web mais ampla e atraindo considerável cobertura da mídia no processo.